# Rojetínský hadec
Rojetínský hadec este o arie protejată (arie specială de conservare — SAC, sit de importanță comunitară — SCI) din Republica Cehă întinsă pe o suprafață de 2,23 ha, integral pe uscat.

## Localizare
Centrul sitului Rojetínský hadec este situat la coordonatele 49°22′01″N 16°15′58″E / 49.366944°N 16.266111°E.

## Înființare
Situl Rojetínský hadec a fost declarat sit de importanță comunitară în aprilie 2005 pentru a proteja 1 specie de plante. Situl a fost protejat și ca arie specială de conservare în mai 2013.

## Biodiversitate
Situată în ecoregiunea continentală, aria protejată nu include niciun habitat protejat.
La baza desemnării sitului se află o specie protejată de  plante: Asplenium adulterinum.